# Manuel Blum
Manuel Blum (Caracas, 26 de abril de 1938) é um informático venezuelano.
Obteve um doutorado em 1964 no Instituto de Tecnologia de Massachusetts, orientado por Marvin Minsky.
Foi agraciado com o Prêmio Turing de 1995, em reconhecimento à sua contribuição aos fundamentos da complexidade computacional algorítmica e suas aplicações na criptografia e varredura de erro computacional.
Foi palestrante convidado do Congresso Internacional de Matemáticos em Berkeley (1986: How to prove a theorem so no one else can claim it).